# Teatro Cervantes (Tánger)
El Teatro Cervantes, a veces llamado Gran Teatro Cervantes, es un teatro inaugurado en Tánger (Marruecos) en 1913, especialmente famoso durante los años 1950. Fue, por mucho tiempo, el teatro más grande y más conocido del norte de África.

## Historia

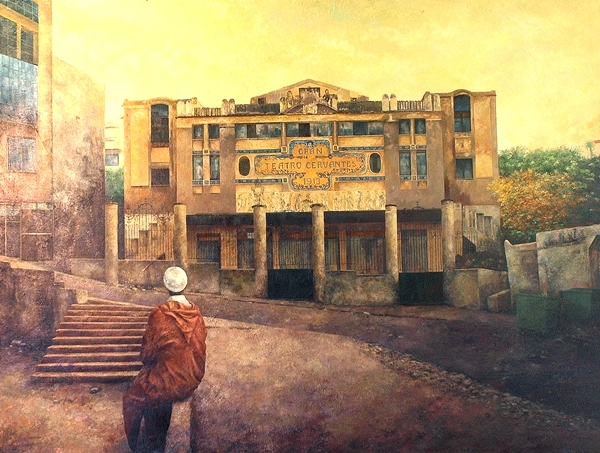
Otoño en el teatro Cervantes, (2002-2003) obra de Consuelo Hernández.

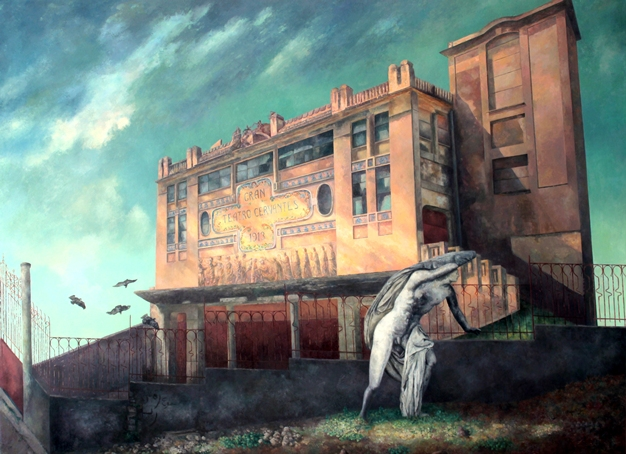
Invierno en el teatro Cervantes, (2011) obra de Consuelo Hernández.

La construcción fue impulsada por Esperanza Orellana, su esposo Manuel Peña y el propietario Antonio Gallego. La primera piedra se colocó el 2 de abril de 1911, en un acto solemne, y se concluyó en 1913, año de su inauguración. Su aforo era de mil cuatrocientas butacas.
Desde el primer momento atrajo a importantes artistas de la época, que actuaban para la amplia y diversa población que residía en Tánger, ciudad que estaba bajo administración internacional. En el teatro se representaron obras como Othelo, de Shakespeare, o Saladin, de Nagib Hadded, organizada por la compañía El Haded, formada por jóvenes artistas musulmanes de la ciudad. Por su escenario pasaron Enrico Caruso, Estrellita Castro, Carmen Sevilla, Imperio Argentina, María Caballé, Catalina Berreno, Antonio Machín, Manolo Caracol, Lola Flores, Pepe Marchena o Juanito Valderrama.
Hasta 2019 su titular fue el Estado español, se encuentra en estado ruinoso. En 2006 el Ministerio de Cultura de España y el de Marruecos firmaron un convenio para destinarlo a usos culturales. El 4 de mayo de 2007, el Consejo de Ministros destinó 94.134,56 euros a la reparación urgente del teatro, aquejado de problemas estructurales.
En estos momentos, el Teatro Cervantes, después de una pequeña reforma con el fin de evitar el desplome del edificio, sigue cerrado y envejeciendo. Sin embargo, existe un nuevo proyecto titulado «Sostener lo que se cae» (Soutenir ce qui tombe) y llevado a cabo por ciudadanos de Tánger, que pretende recuperar este espacio para que los habitantes de la ciudad puedan hacer uso de él como teatro y como centro cultural.
Con motivo de su centenario (1913-2013) la pintora Consuelo Hernández junto a tres escritores, Jesús Carazo, Santiago Martín Guerrero y Mezouar El Idrissi, editó el libro Un escenario en ruinas-Llamamiento artístico-literario por la recuperación del Gran Teatro Cervantes de Tánger.
El 13 de febrero de 2019 se firma entre los reinos de España y Marruecos el traspaso, en forma de donación irrenunciable, del teatro al Estado Marroquí, comprometiéndose este último a mantener el nombre de "Gran Teatro Cervantes", a restaurar en su totalidad el edificio respetando su arquitectura original en un plazo máximo de 3 años y a encargarse de su gestión. La cesión se hizo efectiva el 1 de marzo de 2023, con la entrada en vigor del Protocolo.